# Diecezja Kafanchan
Diecezja Kafanchan – diecezja rzymskokatolicka  w Nigerii. Powstała w 1995.

## Biskupi ordynariusze
- Joseph Bagobiri (1995–2018)
- Julius Yakubu Kundi (od 2019)